# The Adventures of Grandmaster Flash on the Wheels of Steel
The Adventures of Grandmaster Flash on the Wheels of Steel ist eine DJ-Mix-Single von Grandmaster Flash aus dem Jahre 1981. Es ist eine Studioaufnahme, die live gemixt wurde mit einer Länge von 7:12 Minuten. Grandmaster Flash scratchte und verband („mixte“) verschiedene Aufnahmen von verschiedenen Künstlern und Gruppen mit drei Schallplattenspielern. Der Mix hatte großen Einfluss auf viele DJs und war ein frühes Beispiel des Turntablism.

## Enthaltene Stücke
Zusammen mit Sprechpassagen aus dem Film Flash Gordon, wurden folgende Titel gemischt:
- Chic – Good Times
- Blondie – Rapture
- Queen – Another One Bites the Dust
- Sugarhill Gang – 8th Wonder
- The Furious Five – Birthday Party
- Spoonie Gee – Monster Jam
- Michael Viner’s Incredible Bongo Band – Apache
- Grandmaster Flash & the Furious Five – Freedom
- Sugarhill Gang – Rapper’s Delight
- The Hellers – Life Story

## Single

### Vinyl
Die Single erschien 1981 auf Sugar Hill Records und wurde mehrfach wiederveröffentlicht.
1. The Adventures of Grandmaster Flash on the Wheels of Steel – A-Seite
2. The Birthday Party (Instrumentalstück) – B-Seite

### CD
Eine CD-Version der Single erschien erstmals 1988 über Castle Music (Vereinigtes Königreich).
1. The Adventures of Grandmaster Flash on the Wheels of Steel
2. The Message
3. It’s Nasty (Genius of Love)